# Lista över fornlämningar i Kristianstads kommun (Ivö)
Lista över fornlämningar i Kristianstads kommun (Ivö) är en förteckning av ett urval av de fornlämningar som finns i Ivö i Kristianstads kommun.
| Namn                       | Lämningstyp      | Tillkomsttid | Historisk indelning | Plats | Läge                 | ID-nr          | Bild                                      |
| -------------------------- | ---------------- | ------------ | ------------------- | ----- | -------------------- | -------------- | ----------------------------------------- |
| Ivö 5:1                    | Hög              |              | Ivö, Skåne          |       | 56.113055, 14.387097 | 10107200050001 | Ladda upp en bild av detta fornminne      |
| Ivö 6:1                    | Stensättning     |              | Ivö, Skåne          |       | 56.113409, 14.388899 | 10107200060001 | Ladda upp en bild av detta fornminne      |
| Ivö 7:1                    | Stensättning     |              | Ivö, Skåne          |       | 56.112597, 14.391363 | 10107200070001 | Ladda upp en bild av detta fornminne      |
| Ivö 8:1                    | Stensättning     |              | Ivö, Skåne          |       | 56.116055, 14.389674 | 10107200080001 | Ladda upp en bild av detta fornminne      |
| Biskopskällaren (Ivö 10:1) | Borg             |              | Ivö, Skåne          |       | 56.098208, 14.421297 | 10107200100001 | Ladda upp en till bild av detta fornminne |
| Ivö 18:1                   | Stensättning     |              | Ivö, Skåne          |       | 56.117912, 14.388363 | 10107200180001 | Ladda upp en bild av detta fornminne      |
| Ivö 26:1                   | Minnesmärke      |              | Ivö, Skåne          |       | 56.103622, 14.409855 | 10107200260001 | Ladda upp en bild av detta fornminne      |
| Ivö 28:1                   | Hög              |              | Ivö, Skåne          |       | 56.105728, 14.429762 | 10107200280001 | Ladda upp en bild av detta fornminne      |
| Ivö 29:1                   | Stensättning     |              | Ivö, Skåne          |       | 56.096837, 14.404198 | 10107200290001 | Ladda upp en bild av detta fornminne      |
| Ivö 29:2                   | Stensättning     |              | Ivö, Skåne          |       | 56.096690, 14.404482 | 10107200290002 | Ladda upp en bild av detta fornminne      |
| Ivö 31:1                   | Stensättning     |              | Ivö, Skåne          |       | 56.099230, 14.411015 | 10107200310001 | Ladda upp en bild av detta fornminne      |
| Ivö 32:1                   | Stensättning     |              | Ivö, Skåne          |       | 56.101081, 14.408783 | 10107200320001 | Ladda upp en bild av detta fornminne      |
| Ivö 38:1                   | Stensättning     |              | Ivö, Skåne          |       | 56.110885, 14.396845 | 10107200380001 | Ladda upp en bild av detta fornminne      |
| Ivö 42:1                   | Minnesmärke      |              | Ivö, Skåne          |       | 56.103782, 14.411277 | 10107200420001 | Ladda upp en bild av detta fornminne      |
| Nisse höj (Ivö 45:1)       | Hög              |              | Ivö, Skåne          |       | 56.109842, 14.419868 | 10107200450001 | Ladda upp en bild av detta fornminne      |
| Ivö 50:1                   | Hällristning     |              | Ivö, Skåne          |       | 56.112130, 14.396726 | 10107200500001 | Ladda upp en bild av detta fornminne      |
| Ivö 50:2                   | Hällristning     |              | Ivö, Skåne          |       | 56.112131, 14.396717 | 10107200500002 | Ladda upp en bild av detta fornminne      |
| Tejlabacken (Ivö 53:1)     | Begravningsplats |              | Ivö, Skåne          |       | 56.100469, 14.407822 | 10107200530001 | Ladda upp en bild av detta fornminne      |
| Ivö 59:1                   | Hög              |              | Ivö, Skåne          |       | 56.104852, 14.431604 | 10107200590001 | Ladda upp en bild av detta fornminne      |